# الیزابت تیشی فیسلبرگر
الیزابت تیشی فیسلبرگر (انگلیسی: Elisabeth Tichy-Fisslberger؛ زادهٔ ۱۹۵۷) دیپلمات اهل اتریش، وکیل و مترجم است. او اولین اتریشی است که از ژانویه ۲۰۲۰ ریاست شورای حقوق‌بشر سازمان ملل متحد را برعهده گرفته است.

## زندگی‌نامه
تیشی فیسلبرگر در ۱۹۵۷ در وین بدنیا آمد. وی در دانشکده حقوق دانشگاه وین تحصیل کرد، وی همزمان به تحصیل در ترجمه زبان‌های فرانسوی و اسپانیایی پرداخت او برای تحصیل در بلژیک از دانشگاه کاتولیک لوون بورسیه تحصیلی گرفت.
او در دسامبر ۲۰۱۹ برای ریاست شورای حقوق بشر سازمان ملل متحد انتخاب شد تا از ۲۰۲۰ برای خدمت در این موضع قرار گیرد. آلکساندر شالنبرگ وزیر امور خارجه اتریش اشاره کرد که انتصاب وی به منزله شناخت تلاش‌های حقوق بشری وی در کشورش است. وی اولین اتریشی است که این سمت را در سازمان ملل متحد عهده‌دار می‌شود.
فیسلبرگر جانشین کولی سک از سنگال شد که از ۲۰۱۹ در این موضع ریاست شورای حقوق بشر سازمان ملل قرار داشت، معاونان کولی سک، ناصر احمد اندیشه از افغانستان و یاکولی کوکو جانسون از توگو و سوکورو فلورس ایرا از مکزیک و یوراج پودورسکی از اسلواکی بودند.
الیزابت تیشی فیسلبرگر قبل از پیوستن به سازمان ملل نماینده اتریش در سازمان ملل متحد بود.
وی در قطعنامه ۲۰۱۷ ملل متحد به نمایندگی از اتحادیه اروپا خواستار گسترش فعالیتهای هیئت‌های حقیقت یاب سازمان ملل و ایجاد یک سازوکار دائمی و مستقل به منظور جمع‌آوری، حفظ و تحلیل اسناد و مدارک موجود در خصوص جنایات بین‌المللی و نقض حقوق و قوانین بین‌المللی تأکید نمود.